# Gaivina-de-forster
A gaivina-de-forster (Sterna forsteri) é uma ave da família Laridae (antes Sternidae). É parecida com a andorinha-do-mar-comum, distinguindo-se pelo tamanho ligeiramente maior e pelas primárias de tom mais prateado. Em plumagem de Inverno distingue-se ainda pela máscara preta.
Esta gaivina nidifica ao longo das costas das América do Norte, sendo de ocorrência muito rara na Europa.

## Subespécies
A espécie é monotípica (não são reconhecidas subespécies)